# Editor de text

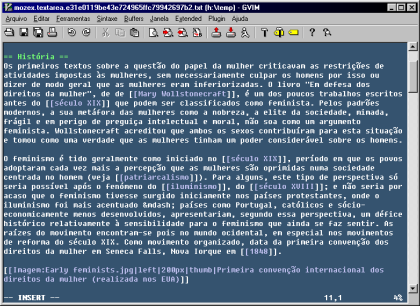
Editorul de text Vim

Un editor de text este o aplicație software (un program) folosită pentru editarea (crearea și modificarea) de fișiere text, mai mult sau mai puțin complexă. Spre deosebire de procesoarele de texte, un editor de text nu oferă funcțiile complexe (de exemplu formatarea paginilor) specifice creării asistate de calculator a publicațiilor (numite aplicații de tip DeskTop Publishing, DTP).
Editoarele de text se folosesc îndeosebi pentru scrierea (dezvoltarea) de programe,  pagini web, administrarea  sistemelor de operare. Un editor de text este, în general, inclus în fiecare sistem de operare.
A nu se confunda cu meseria „editor”, întâlnită în editurile de mass-media.

## Funcții
Principalele funcții ale unui editor de texte se concretizează în ansamblul de comenzi grupate pe submeniuri ale meniului principal:
- copierea, ștergerea, mutarea cuvintelor sau porțiuni de text
- deschiderea unuia sau a mai multor fișiere simultan
- salvarea textului
- tipărirea textului[1][2]

Acestora li se pot adăuga caracteristici proprii anumitor procesoare de texte:
- definirea de macrocomenzi
- gestionarea abrevierilor
- funcții avansate pentru căutarea și înlocuirea textului (utilizarea expresiilor uzuale)
- interacțiunea cu programe externe pe fișiere (în special compilatoare)
- indentarea automată pentru unele extensii de fișiere, cum ar fi codul sursă pentru diferite limbaje de programare
- completarea automată pentru limbaje HTML
- gestionarea codificărilor de caractere diferite (UTF-8, Unicode etc.)

## Exemple

### DOS
- E (PC DOS 6.1 - 2000) - un derivat al editorului din sistemul de operare OS/2
- MS-DOS Editor (MS-DOS versiunea 5.0)
- EDITOR (DR DOS/Novell DOS/OpenDOS)
- Edlin (MS-DOS 1 ... 5.0 și PC DOS 1
- Q (SemWare Quick Editor, cunoscut sub numele de QEDIT)

### Windows

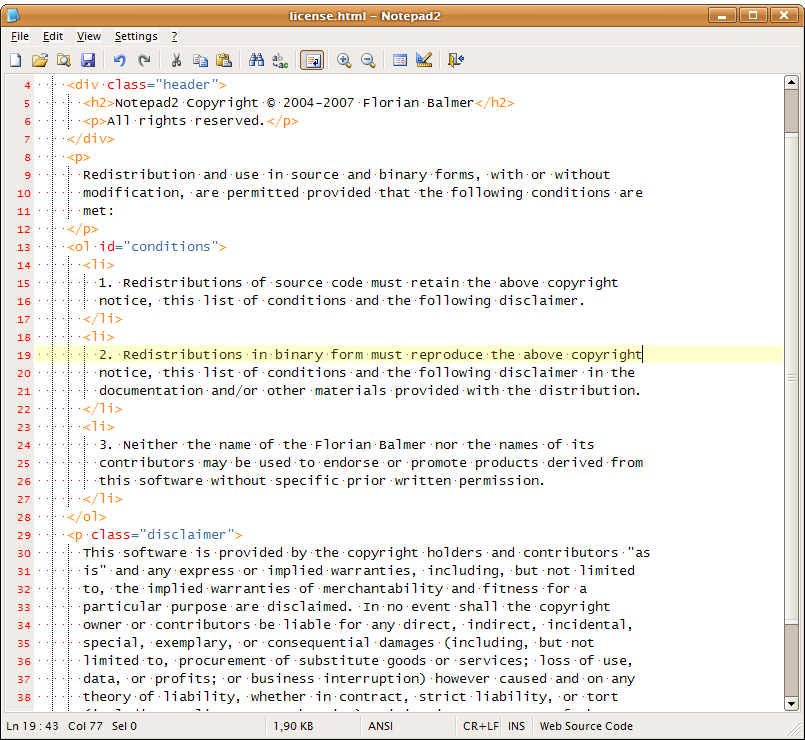
Notepad2, editor pentru Windows

- Codpad
- Editor
- EditPad Lite
- EditPad Pro
- KEDIT
- Metapad
- Notepad
- Notepad ++ - bazat pe  Scintilla
- Proton Code Editor
- PSPad
- TED Notepad
- TextPad
- UltraEdit
- WinEdt[3]

### GNU/Linux
Editoare în linie de comandă
- ed - editor clasic
- ex

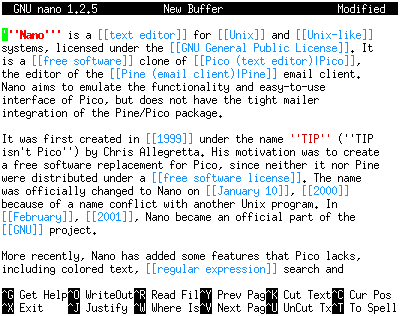
Editorul de text GNU Nano

- Mined - cu suport extins pentru Unicode și CJK, comenzi și meniuri ale mouse-ului
- Nice Editor (ne)
- Nano - derivat din Pico, foarte simplu și ușor de utilizat
- Pico

Editoare GUI

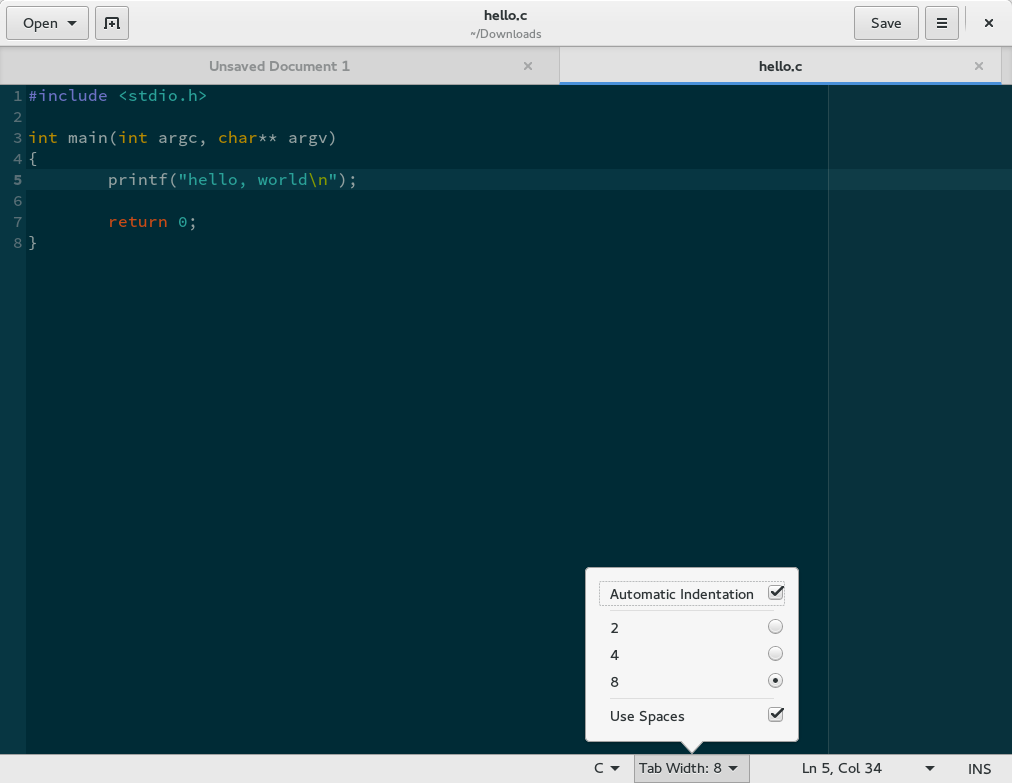
Gedit 3.16.3 în Fedora

- gedit - editor complex al mediului desktop Gnome
- gVim
- Kate - editor din KDE Plasma
- KEdit - editor de text simplu, predecesor al KWrite
- KWrite - editor de text comun al versiunilor anterioare  KDE
- Leafpad - standard în LXDE
- Mousepad - implicit la Xfce
- NEdit
- Pluma - clonă gedit pentru mediul desktop MATE
- xedit - editor simplu [4][5]

### Mac OS X
- BBEdit

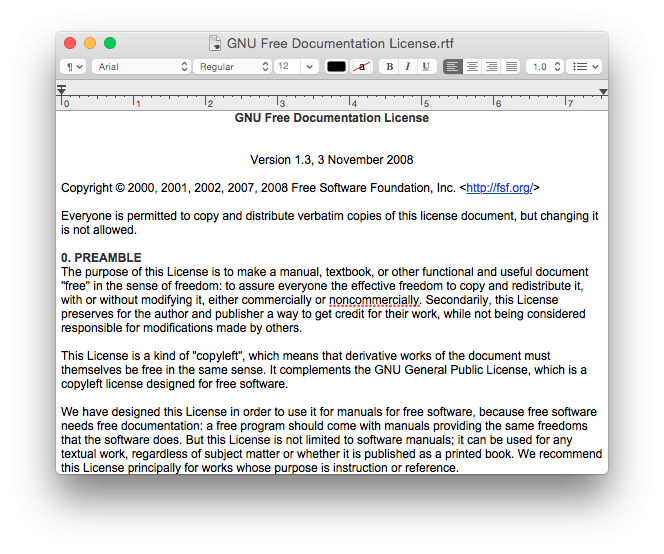
TextEdit 1.10

- SimpleText - standard cu Mac OS 8.x și 9.x
- skEdit
- Smultron
- Textastic
- TextEdit
- TextMate
- TextWrangler
- Tincta
- TipTyper
- Subethaedit
- TextEdit - implicit cu Mac OS X

### Cross platform
- Atom

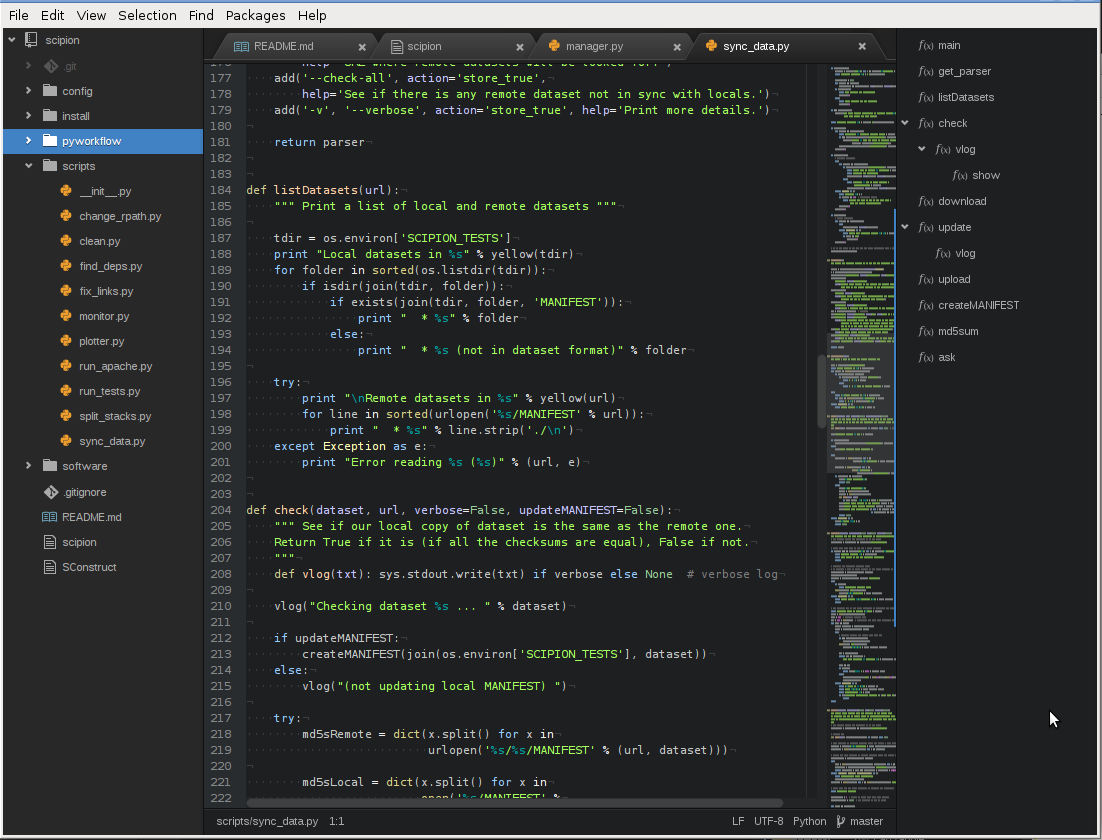
Editorul de text Atom

- Brackets - în special pentru aplicații web
- Emacs
- Geany - utilizează GTK +
- Jed
- Joe
- ICECoder
- Light Table
- SciTE
- Sublime Text
- UltraEdit
- Vim [6]

### Sisteme de operare mobile
Android
- Monospace
- QuickEdit
- Quodo
- VimTouch
- Writer Plus[7]

iOS
- iA Writer
- Textastic
- Gusto Mobile
- Koder
- Vim[8]

### Editoare pentru colaborare în timp real
- Arya Arhivat în 29 aprilie 2018, la Wayback Machine., suită office proprietară cross-platform ce include și editare colaborativă
- Authorea
- CoCalc
- Codeshare
- Collabedit
- Firepad[nefuncțională – arhivă]
- EtherPad
- Gobby
- MeetingWords
- QikPad [9]
- Overleaf, orientat LaTeX, proprietar
- ShareLaTeX
- WriteURL Arhivat în 17 mai 2018, la Wayback Machine.[10][11]
- PairPro

## Legături externe
- Top 10 editoare de text pentru programare
- List of text editors  en.wikipedia.org
- Sisteme adaptive și colaborative – SAC. Despre editarea colaborativă în timp real
- Instrumente colaborative - Dokuwiki, Git, Redmine